# Cerro Gordo (North Carolina)
|  | Dieser Artikel wurde aufgrund von inhaltlichen Mängeln auf der Qualitätssicherungsseite des Projektes USA eingetragen. Hilf mit, die Qualität dieses Artikels auf ein akzeptables Niveau zu bringen, und beteilige dich an der Diskussion! Eine nähere Beschreibung der zu behebenden Mängel fehlt. |

Cerro Gordo ist eine Town im Columbus County im südlichen US-Bundesstaat North Carolina. Laut Volkszählung im Jahre 2020 hatte sie eine Einwohnerzahl von 131 auf einer Fläche von 2,0 km². Die Bevölkerungsdichte liegt bei 66 Einwohnern je km².